# Arcuphantes concheus
Arcuphantes concheus là một loài nhện trong họ Linyphiidae.
Loài này thuộc chi Arcuphantes. Arcuphantes concheus được Hirotsugu Ono & Kendo Saito miêu tả năm 2001.